# Tesla (microarquitectura)
Tesla és el nom en clau d'una microarquitectura de GPU desenvolupada per Nvidia i llançada el 2006, com a successora de la microarquitectura Curie. Va rebre el nom de l'enginyer elèctric pioner Nikola Tesla. Com a primera microarquitectura de Nvidia a implementar shaders unificats, es va utilitzar amb GeForce 8 Series, GeForce 9 Series, GeForce 100 Series, GeForce 200 Series i GeForce 300 Series de GPU fabricades col·lectivament en tecnologies 90 nm, 80 nm, 65 nm, 55 nm i 40 nm. També va ser a la GeForce 405 i als mòduls informàtics Quadro FX, Quadro x000, Quadro NVS i Nvidia Tesla.
Tesla va substituir les antigues microarquitectures de canonades fixes, representades en el moment de la seva introducció per la sèrie GeForce 7. Va competir directament amb la primera microarquitectura de shader unificada d'AMD anomenada TeraScale, un desenvolupament del treball d'ATI a la Xbox 360 que utilitzava un disseny similar. Tesla va ser seguit per Fermi.

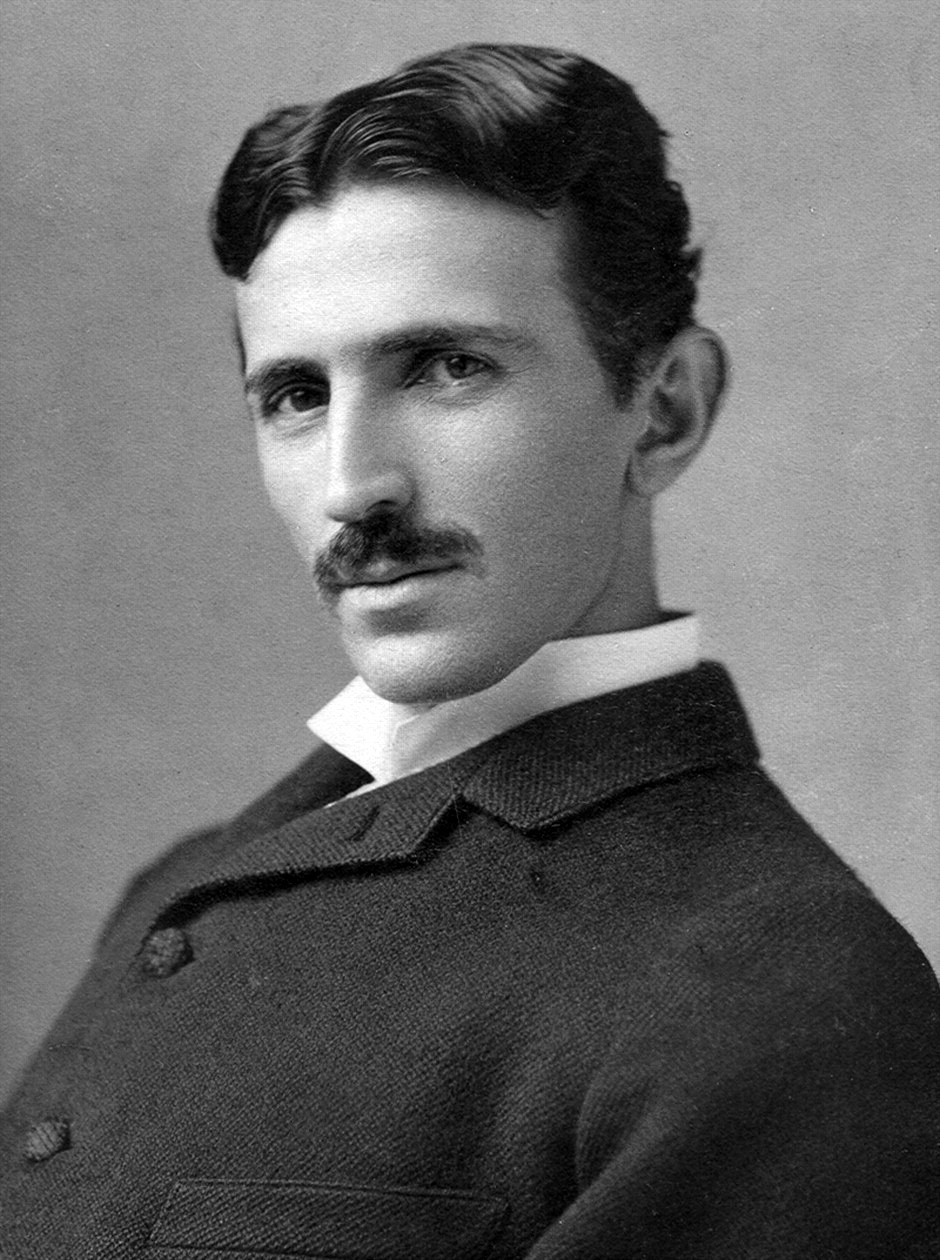
Foto de Nikola Tesla, epònim d'arquitectura

## Visió general
Tesla és la primera microarquitectura de Nvidia que implementa el model de shader unificat. El controlador admet l'arquitectura Direct3D 10 Shader Model 4.0 / OpenGL 2.1 (els controladors posteriors tenen suport OpenGL 3.3). El disseny és un canvi important per a NVIDIA en la funcionalitat i la capacitat de la GPU, el canvi més evident és el pas de les unitats funcionals separades (sombres de píxels, ombrejadors de vèrtex) dins de les GPU anteriors a una col·lecció homogènia de processadors universals de punt flotant (anomenats "processadors de flux". ") que pot realitzar un conjunt de tasques més universal.
L'arquitectura d'ombres unificat de GeForce 8 consta de diversos processadors de flux (SP). A diferència de l'enfocament de processament vectorial adoptat amb les unitats d'ombra més antigues, cada SP és escalar i, per tant, només pot funcionar en un component alhora. Això fa que siguin menys complexos de construir tot i que són bastant flexibles i universals. Les unitats d'ombrejats escalars també tenen l'avantatge de ser més eficients en diversos casos en comparació amb les unitats d'ombrejats vectorials de la generació anterior que es basen en una barreja d'instruccions i ordres ideals per assolir el màxim rendiment. El menor rendiment màxim d'aquests processadors escalars es compensa amb l'eficiència i fent-los funcionar a una velocitat de rellotge alta (possible per la seva senzillesa). GeForce 8 executa les diferents parts del seu nucli a diferents velocitats de rellotge (dominis de rellotge), similar al funcionament de les anteriors GPU de la sèrie GeForce 7. Per exemple, els processadors de flux de GeForce 8800 GTX funcionen a freqüència de rellotge de 1,35 GHz mentre la resta del xip funciona a 575 MHz.
GeForce 8 realitza un filtratge de textures significativament millor que els seus predecessors que utilitzaven diverses optimitzacions i trucs visuals per accelerar la renderització sense perjudicar la qualitat del filtrat. La línia GeForce 8 representa correctament un algorisme de filtratge anisotròpic independent de l'angle juntament amb un filtrat de textura trilineal complet. El G80, encara que no els seus germans més petits, està equipat amb molta més capacitat aritmètica de filtratge de textures que la sèrie GeForce 7. Això permet un filtratge d'alta qualitat amb un èxit de rendiment molt menor que l'anterior.
NVIDIA també ha introduït nous mètodes d'antialiasing de la vora del polígon, inclosa la capacitat dels ROP de la GPU de realitzar tant l'antialiasing multisample (MSAA) com la il·luminació HDR al mateix temps, corregint diverses limitacions de les generacions anteriors. GeForce 8 pot realitzar MSAA amb formats de textura FP16 i FP32. GeForce 8 admet renderització HDR de 128 bits, un augment del suport de 64 bits de targetes anteriors. La nova tecnologia anti-aliasing del xip, anomenada mostreig de cobertura AA (CSAA), utilitza informació Z, color i cobertura per determinar el color final del píxel. Aquesta tècnica d'optimització del color permet que 16X CSAA es vegi nítid i nítid.